# Angela Merici
Angela Merici (Desenzano del Garda, 21 de março de 1474 — Bréscia, 27 de janeiro de 1540) foi a fundadora das Irmãs Ursulinas e foi proclamada santa pelo papa Pio VII em 24 de maio de 1807.

## Biografia
Filha de uma família de classe média, natural de Desenzano, na Itália, tinha apenas 10 anos quando ficou órfã. Partiu então com um tio para Salò, onde ingressou na Ordem Terceira de São Francisco.
Desde muito cedo que esta jovem, referida como possuidora de uma beleza rara, viveria a mais santificante das vidas. Dormiria num leito de tábuas, alimentava-se de pão e água, e dava assistência a todos os que a procuravam. Tudo seria completado por uma vida que é descrita como de total apostolado.
Fez várias peregrinações por Itália e terá inclusive visitado a Terra Santa.
Em 1525 esteve no Vaticano, onde falou com o papa Clemente VII.

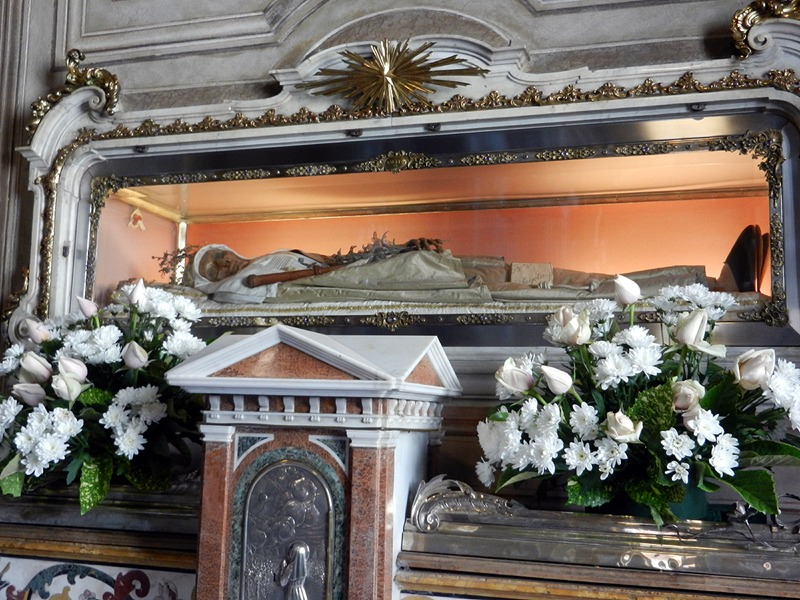
O corpo incorrupto de Santa Ângela Merici em Bréscia, na Itália.

Depois, já em Brudazzo, teve uma visão na qual Deus lhe teria revelado a sua predestinação para a fundação de um agrupamento espiritual que deveria promover o aperfeiçoamento dos ideais cristãos.
Foi para atender as famílias, especificamente as mulheres, que Angela fundou em Bréscia, em 1535, a Ordem das Ursulinas, um instituto feminino sob a invocação de Santa Úrsula, para assistência e formação de meninas pobres.
Festejada pela Igreja em 27 de janeiro.

## A fundação da Companhia de Santa Úrsula
Angela viveu em uma época em que a educação era privilégio dos jovens do sexo masculino nas escolas monásticas. O papel das mulheres na sociedade era definido pelos pais, maridos ou prelados. Sua intuição foi dedicar-se à educação feminina, sobretudo das mais pobres de forma original para a época: reuniu um grupo de mulheres solteiras para ensinar as meninas em suas casas. De forma distinta da vida religiosa da época, estas mulheres viviam uma consagração a Deus fora dos conventos, sem votos formais ou hábito. Angela afirmava que formava com suas companheiras a “Companhia de Santa Úrsula”, não uma ordem religiosa. Segundo Martina, este modelo antecipava o que hoje são os institutos seculares.
Após sua morte, as Ursulinas irão se dividir: enquanto um grupo permanece conforme o espírito original – a Companhia de Santa Úrsula filhas de Santa Ângela de Merici (hoje o Instituto Secular Filhas de Santa Ângela de Merici), em 1566, um grupo em Milão, sob a influência de Carlos Borromeu forma a congregação das ursulinas revestidas de hábito, com vida comunitária em um convento, adequado às exigências do Concílio de Trento; um terceiro grupo na França forma uma ordem de monjas enclausuradas em 1612. A ordem religiosa propagou-se pelo Europa e pelo mundo. O pioneirismo da ordem consiste em ser a primeira associação religiosa dedicada à educação feminina com caráter missionário fora da Europa.